# Zancudo (cómic)
Wilbur Day alias Zancudo es el nombre de diferentes supervillanos que aparecen en los cómics estadounidenses publicados por Marvel Comics.

## Historial de publicaciones
Zancudo apareció por primera vez en Daredevil #8 (junio de 1965). Es un criminal que lleva una armadura impenetrable con poderosas patas telescópicas (útil para atracos de pisos altos). Además de ser uno de los archienemigos más perdurables de Daredevil, ha aparecido como un adversario para héroes más parecidos a su nivel de poder, como Iron Man y Thor.

## Biografía ficticia del personaje

### Wilbur Day
Wilbur Day nació en la ciudad de Nueva York. Como científico, inventor e ingeniero, trabajó para Carl Kaxton, quien creó un dispositivo de ariete hidráulico. Wilbur robó los diseños de Kaxton y los utilizó para diseñar un par de patas metálicas telescópicas muy largas, que le permitieron elevarse sobre el suelo. Incorporó estos zancos hidráulicos en un traje de combate blindado, que creó para rovar como el criminal profesional Zancudo. Luchó contra Daredevil, y al parecer se encogió en la nada al ser golpeado por accidente por un rayo de condensador molecular experimental. Su regreso del «microverso» parecido al limbo fue relatado más tarde, y trató de ayudar a Leap-Frog a escapar de la custodia. Zancudo fue derrotado por Daredevil otra vez, pero el Merodeador Enmascarado lo ayudó a escapar. Zancudo se asoció a él en un intento de atrapar a Daredevil; sin embargo, luchó contra Spider-Man y lo venció Daredevil. Su escape de este, ayudado por Electro, fue relatado más tarde. Zancudo se asoció a Electro, Matador, Leap-Frog y Gladiador  para formar los Emisarios del Mal originales y luchar contra Daredevil. Más tarde, los mafiosos contrataron a Stilt-Man para asesinar al candidato del fiscal de distrito Foggy Nelson, y una vez más lucharon contra Daredevil. Se disfrazó de Stunt-Master y atacó a Daredevil en una película de Hollywood. En San Francisco, secuestró a su exjefe Carl Kaxton y su hija, para obligarlo a recrear su condensador molecular. Pero igual Zancudo fue derrotado por Daredevil y la Viuda Negra.
Además de la larga y fallida carrera de Zancudo contra Daredevil, mientras tanto se encontró con otros superhéroes. Fue contratado por los mafiosos de Los Ángeles para matar al Halcón, y en el proceso robó varias armas y dispositivos del Trapster. Robó un banco de Los Ángeles y luchó contra el Goliat Negro. Teletransportó a este y sus compañeros a un planeta alienígena usando el arma de rayos Z. Zancudo atacó a Goliat Negro en la sede de Los Campeones en busca de una fuente de poder alienígena. Luchó contra los Campeones, y su arma de rayos-Z fue destruida por Darkstar, pero logró escapar de los Campeones. Más tarde, Blastaar y FAUST lo libetaron de prisión y se le dio un traje especial nuevo hecho con adamantium secundario con armamento adicional. Robó algunos isótopos radioactivos y luchó contra Thor, pero perdió y fue despojado de su traje por el dios del trueno victorioso, que lo confiscó.
Zancudo fue contratado para secuestrar a la asistente de fiscal de distrito Maxine Lavender. Turk Barrett lo asaltó en su identidad civil, un ladrón de poca monta y un perdedor aún mayor que Day, quien Day hizo una polla fría, robó su armadura y tomó la identidad de Zancudo. Turk contactó l Kingpin y se ofreció a ser su nuevo asesino, solo para ser rechazado, y le dijeron: «No importa qué armadura o armas hayas adquirido, Turk. Eres un idiota. No empleo idiotas». Furioso por la audacia de Turk, Day contactó a Daredevil y le reveló una debilidad en la armadura. Gracias al dato de Day, Daredevil desactivó muy fácil los auto-giroscopios vitales para que la armadura mantuviera el equilibrio y derribara a Turk. El día más tarde modificó la armadura para evitar que Daredevil use este nuevo conocimiento en su contra. Zancudo intentó recuperar su reputación al derrotar a Spider-Man. Volvió toda una fábrica automatizada de Cordco contra Spider-Man, pero cuando Spider-Man salvó su vida, Zancudo le devolvió el favor al no aprovechar la oportunidad de matarlo.
Zancudo continuó haciendo apariciones esporádicas en varios cómics de Marvel, en los que continuó su carrera criminal y luchó contra varios superhéroes, pero sin mucho éxito. Una de sus apariciones más destacadas durante este tiempo fue durante la historia de Iron Man «Armor Wars», donde fue uno de los muchos súper villanos blindados cuyas armaduras habían sido mejoradas en secreto con tecnología robada a Tony Stark; Iron Man derrotó rápidamente al villano en su confrontación lanzándole una de sus propias piernas hidráulicas para noquearlo. Más tarde, Zancudo intentó matar al fiscal de distrito Blake Tower por enviarlo a prisión, pero fue capturado por She-Hulk. Zancudo estuvo entre los villanos reunidos por el Doctor Doom para atacar a los Cuatro Fantásticos en Washington D. C. durante los Actos de Venganza. A pesar de que tenía otros villanos con él, falló miserablemente. También estuvo entre los villanos que intentaron atacar a los Vengadores en el sitio de su mansión reconstruida, pero fue frustrado por los trabajadores de la construcción.
En los números de 2006 de Heroes for Hire, una versión de la armadura de Zancudo se puede encontrar en un almacén de la policía con el equipo de otros villanos bajo sus nombres. La armadura que se ve aquí está etiquetada como «Case: NYC v. Turk ("Loser")»., y es usada por Escorpión durante su batalla con Paladin.
Más tarde, la identidad secreta de Daredevil de Matt Murdock fue expuesta por un periódico local, y Murdock negó las acusaciones. Al enterarse de esta noticia, Wilbur visitó las oficinas legales de Nelson y Murdock, anunciando que estaba harto de toda la prueba y que se retiraba como Zancudo. Dejó su armadura en una maleta en el escritorio de Murdock, y fue retirado por la fuerza cuando comenzó a gritar su conclusión paranoica de que Murdock era el verdadero Kingpin. Murdock le preguntó en broma a su compañero de la ley, Foggy Nelson, si le gustaría ser el próximo Zancudo, una oferta que rápidamente rechazó.
Durante este período, Day romancó y finalmente se casó con Princesa Python, miembro del Circo del Crimen.
Luego, cuando la Ley de registro de superhéroes ofreció a Day una oportunidad de redención, se inscribió en el gobierno y se equipó con una nueva armadura para actuar como agente de la ley durante la Guerra Civil. Desafortunadamente para el día, una de sus tareas lo llevó a un conflicto con el Punisher. Ambos estaban rastreando a un pornógrafo infantil condenado que ya estaba bajo custodia del FBI. The Punisher paraliza a Zancudo con una M72 LAW, y luego le dispara a quemarropa. El pornógrafo es asesinado momentos después.
El funeral de Day se llevó a cabo en el Bar Sin Nombre, y contó con la presencia de sus compañeros también en el mundo del crimen. La tristeza se convirtió en recuerdo, que se convirtió en un gran ánimo, lo que finalmente llevó a una pelea a gran escala que estalló. La aparición de Spider-Man puso fin a la violencia, pero la barra fue rápidamente volada por el Punisher en un intento de matar a todos los villanos en el interior. Más tarde se mencionó que «todos tenían que bombear sus estómagos y ser tratados por quemaduras de tercer grado».
Durante la historia de Dead No More: The Clone Conspiracy, Zancudo se encuentra entre los supervillanos clonados por Miles Warren y su compañía New U Technologies.
Más tarde, Zancudo aparece en San Francisco, donde lucha contra el Superior Spider-Man, que recientemente se mudó allí.

### Sin nombre
Durante la ausencia de Day del mundo del crimen disfrazado, un criminal que aún no tiene nombre, adquirió la armadura Zancudo. Después de mejorar sus habilidades telescópicas, este Zancudo fue derrotado por Daredevil y Luke Cage. La pelea solo duró tanto como lo hizo porque Daredevil tenía miedo de derribar al villano a su altura actual, ya que la caída lo habría matado.
Luego fue visto siendo derrotado por Ms. Marvel.
Más tarde, Stilt-Man luchó contra Daredevil y Superior Spider-Man (la mente de Otto Octavius en el cuerpo de Peter Parker).

### Michael Watts
Un tercer Stilt-Man fue elegido por una pandilla de pequeños matones de poca monta. Michael Watts afirmó conocer a un chico que conoce a un chico que conoce a un chico que se relaciona con el Tinkerer que aparentemente actualizó la demanda antes de su último arresto. Punisher estaba al tanto de las acciones de la pandilla. Pero después de que el Rhino lo convenciera, Frank dejó vivir a Watts, quien cita: «Usted castiga al culpable Frank, no al estúpido». Watts cree que él y su pandilla se convertirán en grandes cosas desde que Capucha llegue al poder sobre los supervillanos.

### Callie Ryan
Una cuarta variante femenina no identificada aparece en The Amazing Spider-Man #611, llamándose a sí misma Dama Zancudo. Deadpool la derrota quitando una tapa de pozo, causando que una de sus piernas se caiga, y la otra pise un tacón alto unido a la parte superior de un camión. Ella no parece estar conectada con ninguno de los otros Zancudos, y afirma que está usando el nombre como un «homenaje». Esta versión es más torpe y descoordinada, y el mismo Spider-Man dice que está «esforzándose demasiado».
En la miniserie «Villains for Hire», Dama Zancudo reaparece como miembro del subgrupo de villanos de Misty Knight para Heroes for Hire yendo por «Zancudo». Más tarde se defiende al lado del Hombre Púrpura.
Más tarde, Max Fury reclutó a Dama Zancudo para unirse a la encarnación de los Maestros del Mal en el Consejo de la Sombra.
Dama Zancudo aparece más tarde en un hospital donde es visitada por Misty Knight. En esta aparición, se revela que el verdadero nombre de Dama Zancudo es Callie Ryan. Se revela que Dama Zancudo es víctima de un escándalo por un video sexual embarazoso entre otras heroínas y villanas. Aunque Misty limpia su nombre cuando se descubre que los videos eran todos un engaño, más tarde se menciona que Dama Zancudo fue sorprendida cometiendo un crimen.

## Poderes y habilidades
Day es un competente, aunque quizás no genio, ingeniero e inventor, con títulos en física e ingeniería mecánica. También es un artista de disfraz moderadamente talentoso. El día a menudo usa un arma capaz de producir un potente gas paralizante. También ha usado granadas de gas, una pistola de rayos de partículas cargadas, un dispositivo de vacío, un exterior electrificado para su traje, varios dispositivos robados del Trapster y varias armas convencionales.
Zancudo diseñó y construyó su traje de batalla, lo que aumenta su fuerza 10 veces, permitiéndole levantar (presionar) aproximadamente 1,500 lb (680 kg). Las patas telescópicas del traje contienen arietes hidráulicos que permiten que se utilicen como arietes, que pueden estirarse hasta 250 pies y también le permiten caminar hasta 30 millas por hora (48 km / h). Sus piernas también están recubiertas con un compuesto de silicona que evita que las correas de Spider-Man se adhieran a ellas. Carl Kaxton diseñó el dispositivo de ariete hidráulico, pero Wilbur Day diseñó los zancos y armamento hidráulicos como parte de su traje de batalla.

## Otras versiones

### House of M
Zancudo se muestra como un ser humano con equipos tecnológicos que fue detenido por la Hermandad del FBI.

### Marvel Zombies
Zancudo fue uno de los villanos zombi que intentó devorar a Galactus de Marvel Zombies.
Un zombi Zancudo aparece en la serie limitada , «Marvel Zombies 3». Él es uno de los grupos de zombis protegiendo al zombi Kingpin. Él se refiere como «... un centinela itinerante con líneas de visión sin límites». Él se enfrenta a Hombre Máquina que está tratando de escapar del recinto. El androide, también sobre zancos, se burla de Zancudo por cómo sus similitudes podrían haber sido amigos. Zancudo se pregunta si el Hombre Máquina habla en serio; no, y Zancudo es destruido rápidamente Otro Zancudo es visto en otra dimensión infestada de zombis, su cuerpo había sido recogido y limpiado dejado para poner en los escombros de Nueva York desde hace décadas.

## En otros medios

### Televisión
- Zancudo También hizo una aparición especial en Iron Man episodio «Guerra de Armaduras» Parte 1 con la voz de Dorian Harewood. Su armadura se basa en la tecnología de Iron Man cuando se le ve cuando él estaba tratando de robar a un edificio desde el exterior. Iron Man utiliza sus armas de perforación para tomar control de una de las piernas y le adjunta a continuación, un paquete negador.

### Videojuegos
- Zancudo hace una aparición en la versión de PSP del juego Spider-Man: Web of Shadows. Él aparece como un personaje de asistencia que pisa fuerte a los enemigos.
- Wilbur Day apareció en la versión para Nintendo DS de Iron Man 2.

### Juguetes
- A pesar de su condición de mediocre, (o, tal vez debido a ella) Zancudo aparece en la expansión Sinister para el juego de miniaturas coleccionables HeroClix de WizKid, junto a su némesis Daredevil.

- Aparece en una tarjeta en el juego de cartas coleccionables VS System y sus adaptaciones posteriores de videojuegos.

- En 2010 el Zancudo fue introducido en la línea empaquetada de figuras de acción de Diamond Select Toys con el «Neo-Clásico Iron Man»